# Breitblättriger Thymian
Der Breitblättrige Thymian (Thymus pulegioides), auch Gemeiner Thymian, Gewöhnlicher Thymian, Quendel-Thymian, Arznei-Thymian oder Feld-Thymian genannt, ist eine Pflanzenart aus der Gattung der Thymiane (Thymus) innerhalb der Familie der Lippenblütler (Lamiaceae).

## Beschreibung
Der Gewöhnliche Thymian ist ein ausdauernder Halbstrauch, der Wuchshöhen zwischen 5 und 25 Zentimetern erreicht. Der Stängel ist nur am Grund schwach verholzt und scharf vierkantig mit rechteckigem Querschnitt. Er ist an zwei Seiten eingesenkt und erscheint daher gefurcht. Nur die vier Kanten sind behaart. Das Sprosssystem ist sympodial verzweigt mit kurz kriechender Sprossachse. Die Laubblätter sind dünn und meist gleich groß, behaart oder unbehaart. Die Blattadern treten unterseits meist nicht deutlich hervor. Blätter duften aromatisch und färben sich oft dunkelrot. 
Die Blütezeit erstreckt sich von Juni bis September. Der Blütenstand ist verlängert oder kopfig. Die Blüten sind zygomorph und fünfzählig mit doppelter Blütenhülle. Die oberen Kelchzähne sind schmal dreieckig und behaart oder kahl. Die fünf purpurfarbenen bis roten Kronblätter sind verwachsen.
Es werden Klausenfrüchte gebildet.
Die Chromosomenzahl beträgt 2n = 28 oder 30.

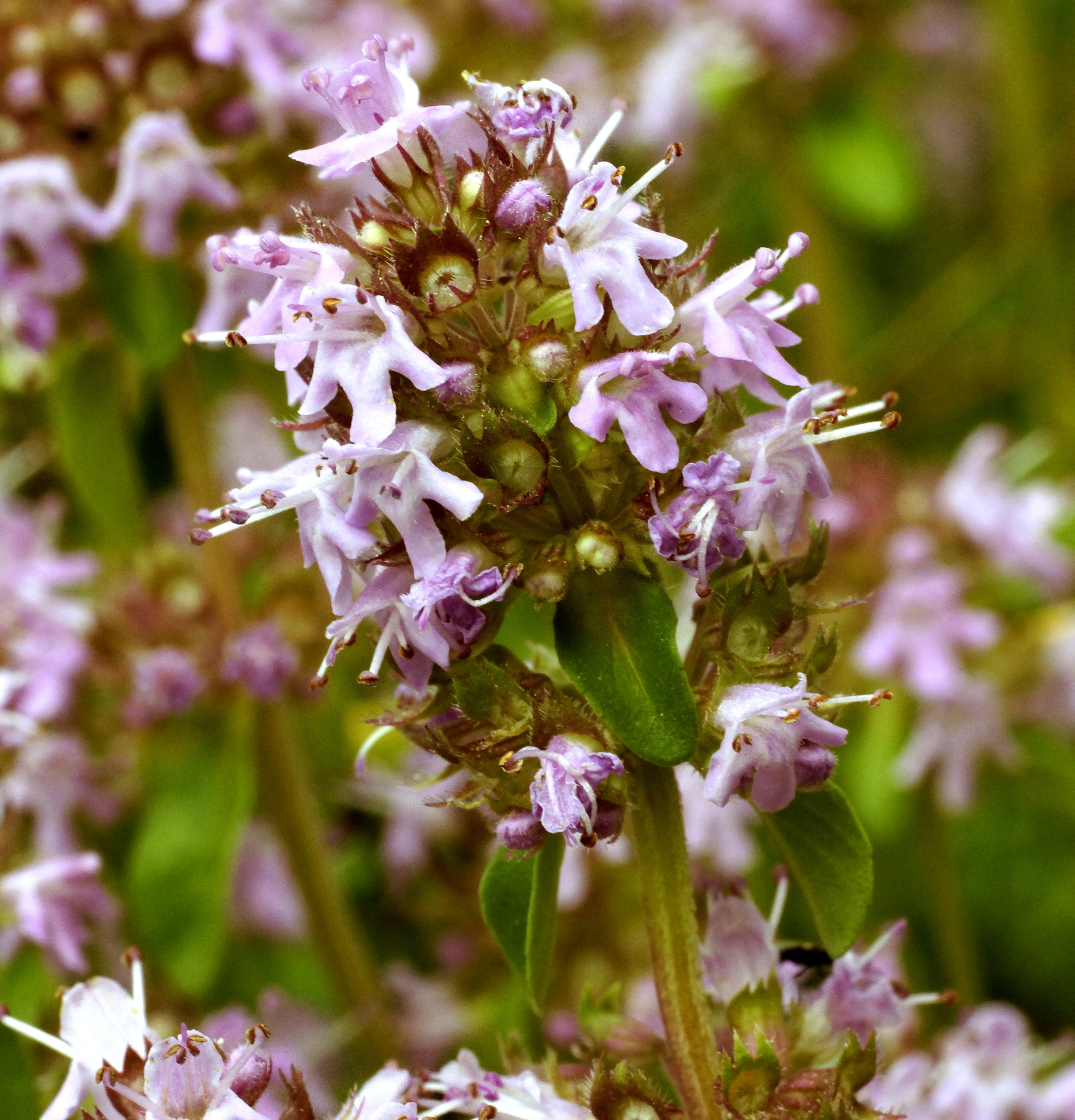
Gewöhnlicher Thymian (Thymus pulegioides), ☿-Individuum

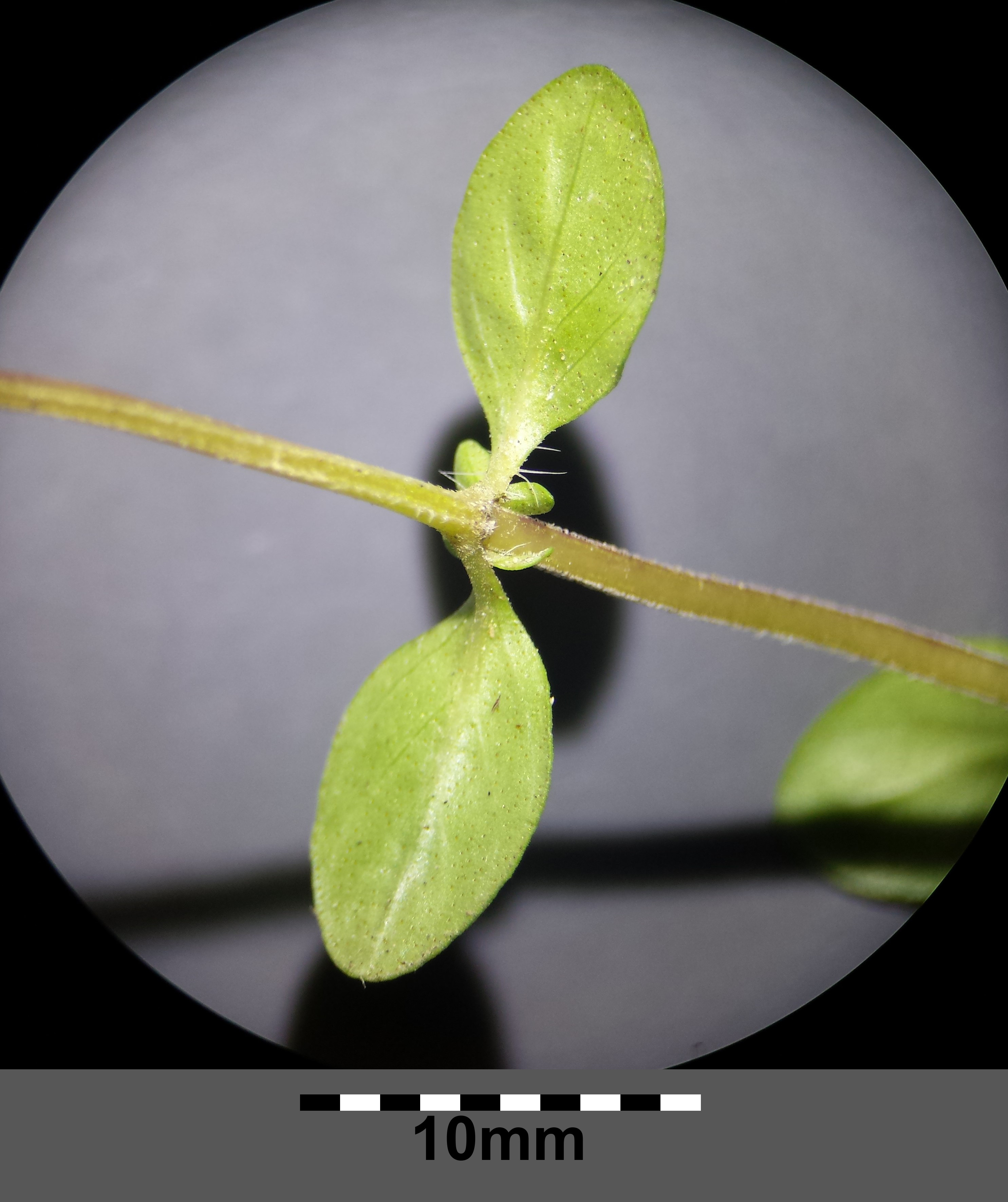
Stängel mit am Grund bewimperten Laubblättern

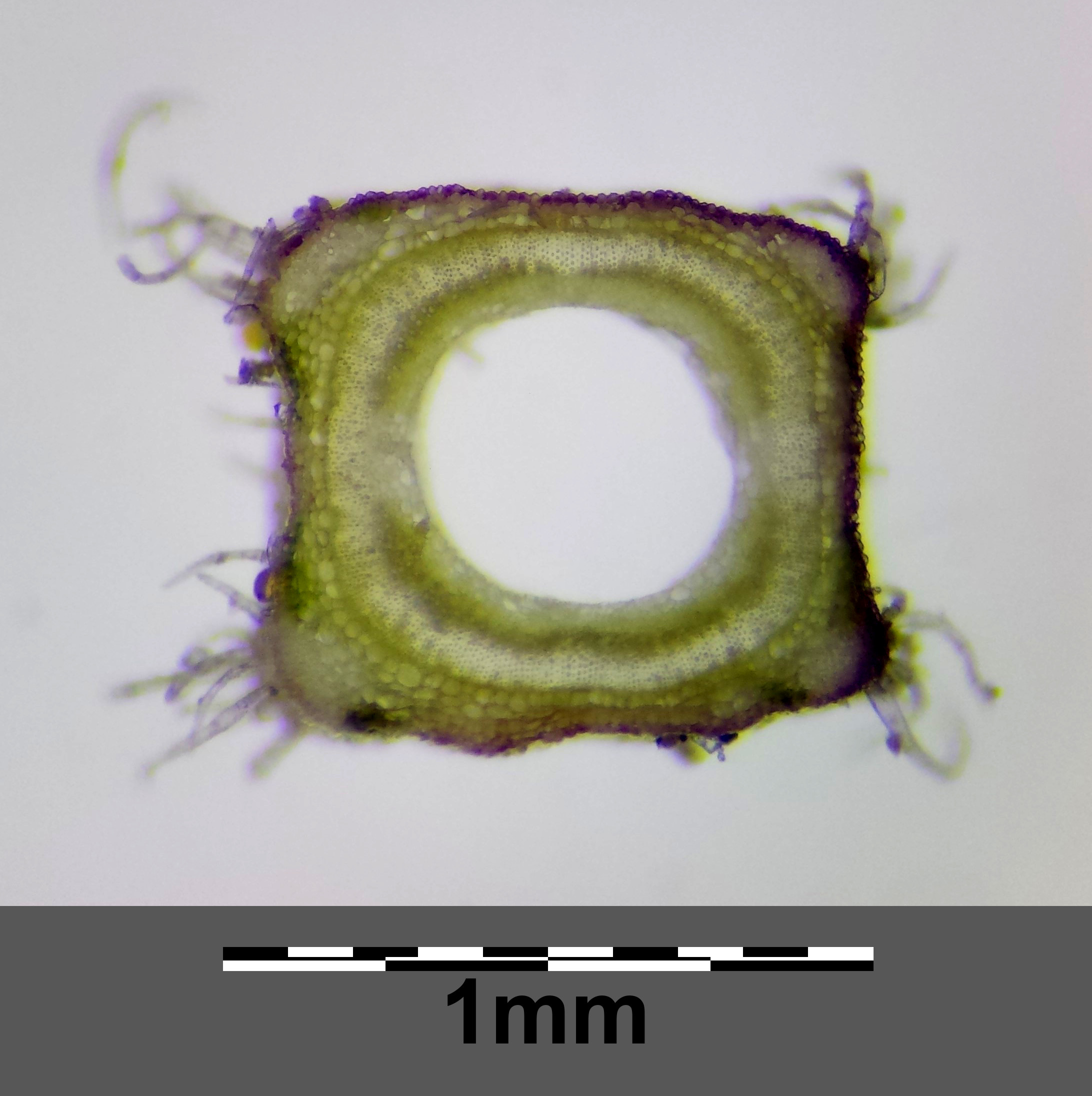
Der Stängel ist im Querschnitt scharf vierkantig mit zwei schmäleren, deutlich konkaven Seiten. Nur die Ecken sind deutlich behaart.

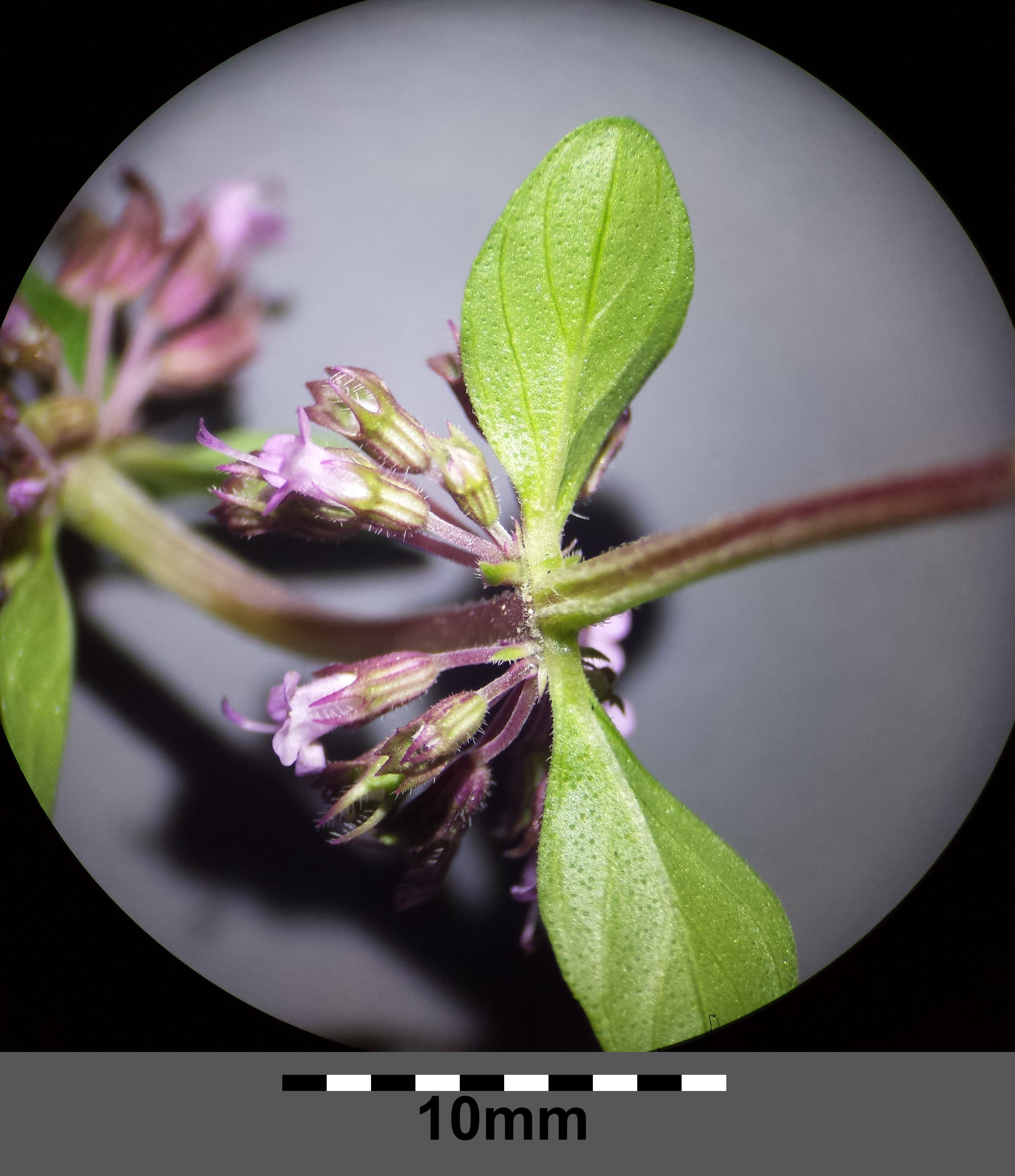
Scheinquirle mit Tragblättern (Untersicht, ♀-Individuum)

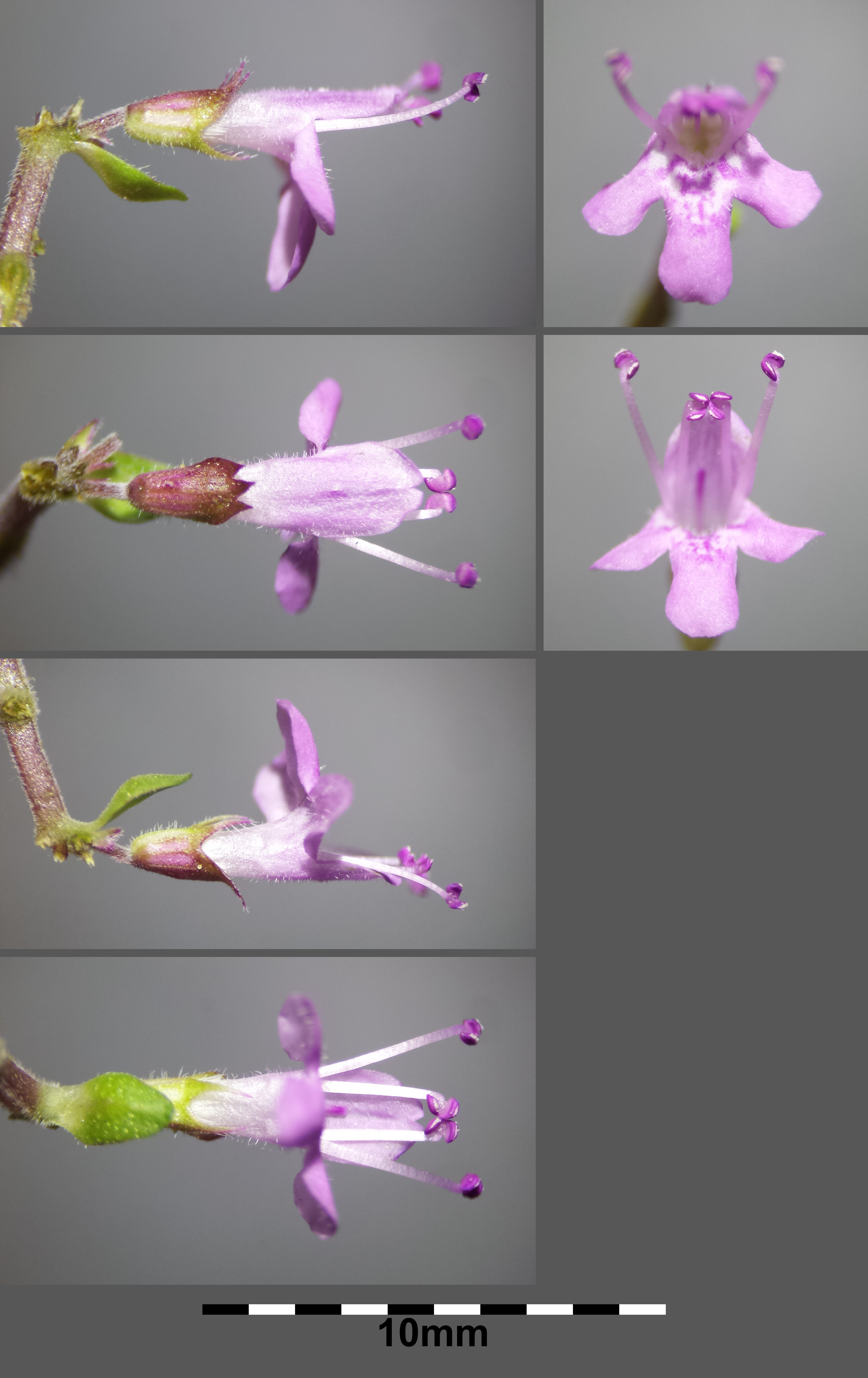
☿-Blüte

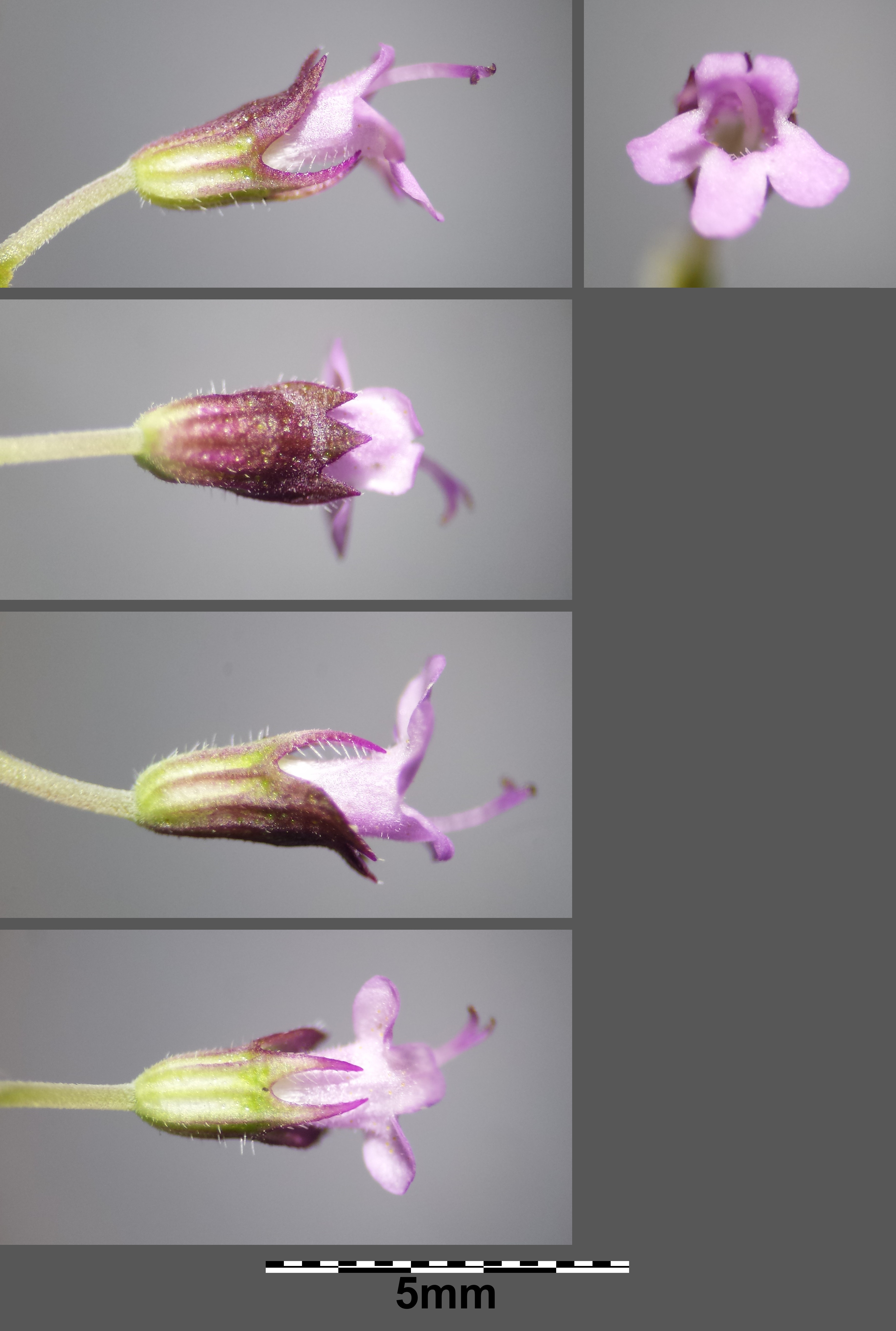
♀-Blüte (diese sind meist deutlich kleiner als ☿-Blüten)

## Ökologie
Der Breitblättrige Thymian ist ein Chamaephyt, Halbstrauch, d. h. nur seine untersten Stängelteile sind verholzt. Er ist licht- und wärmeliebend. Er zeigt folgende Trockenheitsanpassungen: Er hat kleine immergrüne Lederblätter mit eingesenkten Drüsen die ätherische Öle als Transpirationshemmer tragen; außerdem ist er ein Tiefwurzler, dessen Wurzel bis zu 1 Meter Tiefe erreichen kann. An sonnigen Orten bildet die Pflanze im Winter rote Schutzpigmente; im Sommer ist sie grün.
Hin und wieder findet man Pflanzenpopulationen, die statt des typischen, durch Thymol bedingten Thymiangeruchs nach Zitrone duften. Diese Rasse enthält das dem Thymol chemisch verwandte Citronellol. Es gibt mindestens ein Dutzend unterschiedlich duftender Typen, die sich auch genetisch unterscheiden.
Blütenökologisch handelt es sich um vormännliche „Eigentliche Lippenblumen“ mit herausragenden Staubbeuteln und Narben. Neben Zwitterblüten gibt es auch rein weibliche Blüten und rein weibliche Pflanzen. Der würzig schmeckende Nektar wird reichlich produziert und ist von Haaren der Kronröhre verdeckt und damit geschützt. Die stark duftenden Blüten werden von vielerlei Insekten besucht; es findet keine Selbstbestäubung statt.
Die Klausenfrüchte besitzen ein Elaiosom, das der Ameisenverbreitung dient. Deshalb ist die Art gern auf Ameisenhaufen zu finden. Der Fruchtkelch ist durch einen Haarkranz verschlossen. Die Fruchtreife erstreckt sich von August bis November.

## Vorkommen
Der Gewöhnliche Thymian ist fast in ganz Europa verbreitet, der Schwerpunkt liegt aber im temperaten subozeanischen Bereich. In Südeuropa ist die Verbreitung auf Gebirge beschränkt, in Nordengland, Irland, Finnland und im nördlichen Russland ist diese Art synanthrop. Die Ostgrenze der Verbreitung liegt etwa bei 38° ö. L.
Der Gewöhnliche Thymian gedeiht in Trockenrasen, Böschungen, in Kiesgruben oder an Felsen; ist stellenweise besonders auf Ameisenhaufen zu finden. Er bevorzugt frische bis trockene, nährstoffarme, basenreiche, meist kalkarme, humose oder rohe Sand-, Stein- oder Lehmböden. Er kommt in Mitteleuropa in vielen Gesellschaften der Klassen Sedo-Scleranthetea, Festuco-Brometea, Arrhenatheretea oder der Ordnung Nardetalia vor.

## Systematik
Die Erstveröffentlichung von Thymus pulegioides erfolgte 1753 durch Carl von Linné in Species Plantarum.
Der Gewöhnliche Thymian umfasst fünf Unterarten und einen fertilen Bastard, die sich vorwiegend in den Blattmerkmalen und in ihren Standortansprüchen unterscheiden:
- Thymus pulegioides subsp. effusus (Host) Ronniger (Syn.: Thymus effusus Host): Sie kommt in Frankreich, Österreich, Ungarn, Bulgarien und im früheren Jugoslawien vor.[4]
- Thymus pulegioides subsp. montanus (Trevir.) Ronniger (Syn.: Thymus serpyllum var. montanus Trevir.): Sie kommt in Südeuropa und im östlichen Mitteleuropa vor.[4]
- Thymus pulegioides subsp. pannonicus (All.) Kerguélen (Syn.: Thymus froelichianus Opiz, Thymus pulegioides subsp. carniolicus (Borbás ex Déségl.) P.A.Schmidt, Thymus valderius Ronniger, Thymus pannonicus All.): Sie kommt von Südeuropa und dem östlichen Mitteleuropa bis nach Asien vor.[4] Die ökologischen Zeigerwerte nach Landolt et al. 2010 sind für diese Unterart in der Schweiz: Feuchtezahl F = 1 (sehr trocken), Lichtzahl L = 4 (hell), Reaktionszahl R = 4 (neutral bis basisch), Temperaturzahl T = 4+ (warm-kollin), Nährstoffzahl N = 2 (nährstoffarm), Kontinentalitätszahl K = 2 (subozeanisch).[5]
- Thymus pulegioides subsp. pulegioides (inkl. Thymus pulegioides subsp. chamaedrys (Fr.) Gusul.): Sie kommt in Europa vor und ist in Nordamerika ein Neophyt.[4]

Die ökologischen Zeigerwerte nach Landolt et al. 2010 sind in der Schweiz für diese Unterart: Feuchtezahl F = 2w (mäßig trocken aber mäßig wechselnd), Lichtzahl L = 4 (hell), Reaktionszahl R = 3 (schwach sauer bis neutral), Temperaturzahl T = 3 (montan), Nährstoffzahl N = 2 (nährstoffarm), Kontinentalitätszahl K = 4 (subkontinental).
- Thymus pulegioides nothosubsp. pilisiensis (Borbás) ined. (Thymus pulegioides subsp. chamaedrys × Thymus pulegioides subsp. pannonicus): Sie kommt in Tschechien, Rumänien und in der Ukraine vor.[4]

## Verwendung

### Verwendung als Heilpflanze
Als Heildroge dienen die blühenden getrockneten Zweige.
Wirkstoffe sind: 0,2–0,6 % ätherisches Öl unterschiedlicher Zusammensetzung, je nach Herkunft der Droge, meist mit einem hohen Gehalt an Carvacrol, daneben mit Thymol, Linalool, Cineol, Caryophyllen und weiteren Monoterpenen und Sesquiterpenen, Hydroxyzimtsäurederivate wie Rosmarinsäure, Triterpene und Flavonoide.
Anwendungen: dem Breitblättrigen Thymian werden krampflösende und antimikrobielle Wirkungen zugesprochen; allerdings mit geringerer Wirksamkeit als beim Echten Thymian (Thymus vulgaris), da hier der Gehalt an ätherischen Ölen wesentlich geringer ist und deren Zusammensetzung abweicht.
Vor allem in der Volksmedizin nutzt man die Droge bei Katarrhen der Atemwege, innerlich und äußerlich als Badezusatz. Der Einsatz bei Magen-Darm-Störungen und Appetitlosigkeit erfolgt häufiger als beim Echten Thymian. Neben den ätherischen Ölen dürften hierbei die Gerbstoffe und der bittere Geschmack an der Wirkung beteiligt sein.

### Verwendung in der Küche
In der Küche unterstützt der Gewöhnliche Thymian die Verdauung fetter Speisen, passt gut zu Geflügel, Schalentieren, Wild, Lamm, Fisch, Gemüse, Kräuteressig, Kräuteröl, Suppen, Saucen, Kartoffeln und Ragouts.